# ダルトン・コネクト
- ダルトン・クネクト
- ダルトン・クネヒト

ダルトン・ダグラス・コネクト（Dalton Douglas Knecht, [kəˈnɛkt] kə-NEKT; 2001年4月19日 - ）は、アメリカ合衆国ノースダコタ州ファーゴ出身のプロバスケットボール選手。NBAのロサンゼルス・レイカーズに所属している。ポジションはシューティングガードまたはスモールフォワード。

## 経歴

### 生い立ち・ハイスクール
ノースダコタ州ファーゴにてコーリーとキャリー・コネクト夫妻の間で生まれ、その後、コロラド州ソーントンで育った。高校はプレーリービュー高等学校に進学し、高校2年生までは約173cmだった身長が、3年時には185cmまで伸びた。4年時では1試合平均21得点、6.5リバウンドの成績を残している。

### カレッジ
ノースイースタン・ジュニアカレッジへ進学し、1年目の2019-20シーズンは平均13.9得点、2.9リバウンド、1.1アシストを記録した。
2020-21シーズンは平均23.9得点、7.5リバウンド、2.0アシストを記録。シーズン終了後にノーザンコロラド大学へ転校した。
2022-23シーズンは平均20.2得点、7.2リバウンドを記録した。シーズン終了後、新型コロナウイルス流行による特例措置を利用してもう1年大学でプレーすることを発表し、テネシー大学へ転校した。
2023-24シーズン、2024年2月9日のケンタッキー大学戦でキャリアハイとなる40得点を記録した。このシーズンは平均21.7得点、4.9リバウンド、1.8アシストを記録してオールアメリカンファーストチームに選出され、カレッジで最も優れたスモールフォワード選手に贈られるジュリアス・アービング賞を受賞した。

### ロサンゼルス・レイカーズ
2024年のNBAドラフトにて全体17位でロサンゼルス・レイカーズから指名され、その後ルーキー契約を結んだ。
2024年10月22日のミネソタ・ティンバーウルブズ戦にてデビューし、5得点を記録してチームは110-103で勝利した。11月19日のユタ・ジャズ戦では、NBAルーキー記録に並ぶ9本のスリーポイントシュートを成功させてキャリアハイの37得点を記録し、チームは124-118で勝利した。
2025年2月6日にマーク・ウィリアムズとのトレードで、キャム・レディッシュ、ドラフト1巡目指名権、1巡目指名交換権と共にシャーロット・ホーネッツへ移籍した。しかし、9日にトレードが取り消しとなった。

## 個人成績

### NBA

#### レギュラーシーズン
| シーズン | チーム | GP | GS | MPG  | FG%  | 3P%  | FT%  | RPG | APG | SPG | BPG | PPG |
| -------- | ------ | -- | -- | ---- | ---- | ---- | ---- | --- | --- | --- | --- | --- |
| 2024–25  | LAL    | 78 | 16 | 19.2 | .461 | .376 | .862 | 2.8 | .8  | .3  | .1  | 9.1 |
| 通算     | 通算   | 78 | 16 | 19.2 | .461 | .376 | .862 | 2.8 | .8  | .3  | .1  | 9.1 |

#### プレーオフ
| シーズン | チーム | GP | GS | MPG | FG%  | 3P%  | FT% | RPG | APG | SPG | BPG | PPG |
| -------- | ------ | -- | -- | --- | ---- | ---- | --- | --- | --- | --- | --- | --- |
| 2025     | LAL    | 2  | 0  | 1.8 | .400 | .250 | --- | 1.5 | .0  | .0  | .0  | 2.5 |
| 通算     | 通算   | 2  | 0  | 1.8 | .400 | .250 | --- | 1.5 | .0  | .0  | .0  | 2.5 |

### カレッジ
| シーズン | チーム            | GP  | GS | MPG  | FG%  | 3P%  | FT%  | RPG | APG | SPG | BPG | PPG  |
| -------- | ----------------- | --- | -- | ---- | ---- | ---- | ---- | --- | --- | --- | --- | ---- |
| 2021–22  | ノーザン コロラド | 35  | 11 | 24.1 | .436 | .361 | .753 | 3.6 | .9  | .5  | .5  | 8.9  |
| 2022–23  | ノーザン コロラド | 32  | 32 | 35.5 | .479 | .381 | .771 | 7.2 | 1.8 | .8  | .6  | 20.2 |
| 2023–24  | テネシー          | 36  | 36 | 30.6 | .458 | .397 | .772 | 4.9 | 1.8 | .7  | .6  | 21.7 |
| 通算     | 通算              | 103 | 79 | 29.8 | .461 | .383 | .768 | 5.2 | 1.5 | .7  | .6  | 16.9 |